# Église Saint-Paul de Strasbourg
Cet article concerne l'église située dans la Neustadt. Pour l'église du quartier de Koenigshoffen, voir église Saint-Paul de Koenigshoffen.
L’église Saint-Paul de Strasbourg (« Paulskirche » en allemand) est située à l'intersection des quais Zorn et Mullenheim, au confluent de l'Aar et de l'Ill.
Ancienne église de garnison protestante, elle est construite à la fin du XIXe siècle lors de l'annexion. Elle est désormais affectée au culte réformé.
Elle s'inscrit dans l'« axe impérial » de la Neustadt formé par l'avenue de la Liberté qui relie la place de la République et la place de l'Université.
Ses deux flèches culminant à 76 mètres de hauteur dominent les alentours.
L'église Saint-Paul fait l’objet d’un classement au titre des monuments historiques depuis le 4 mai 1998.

## Histoire

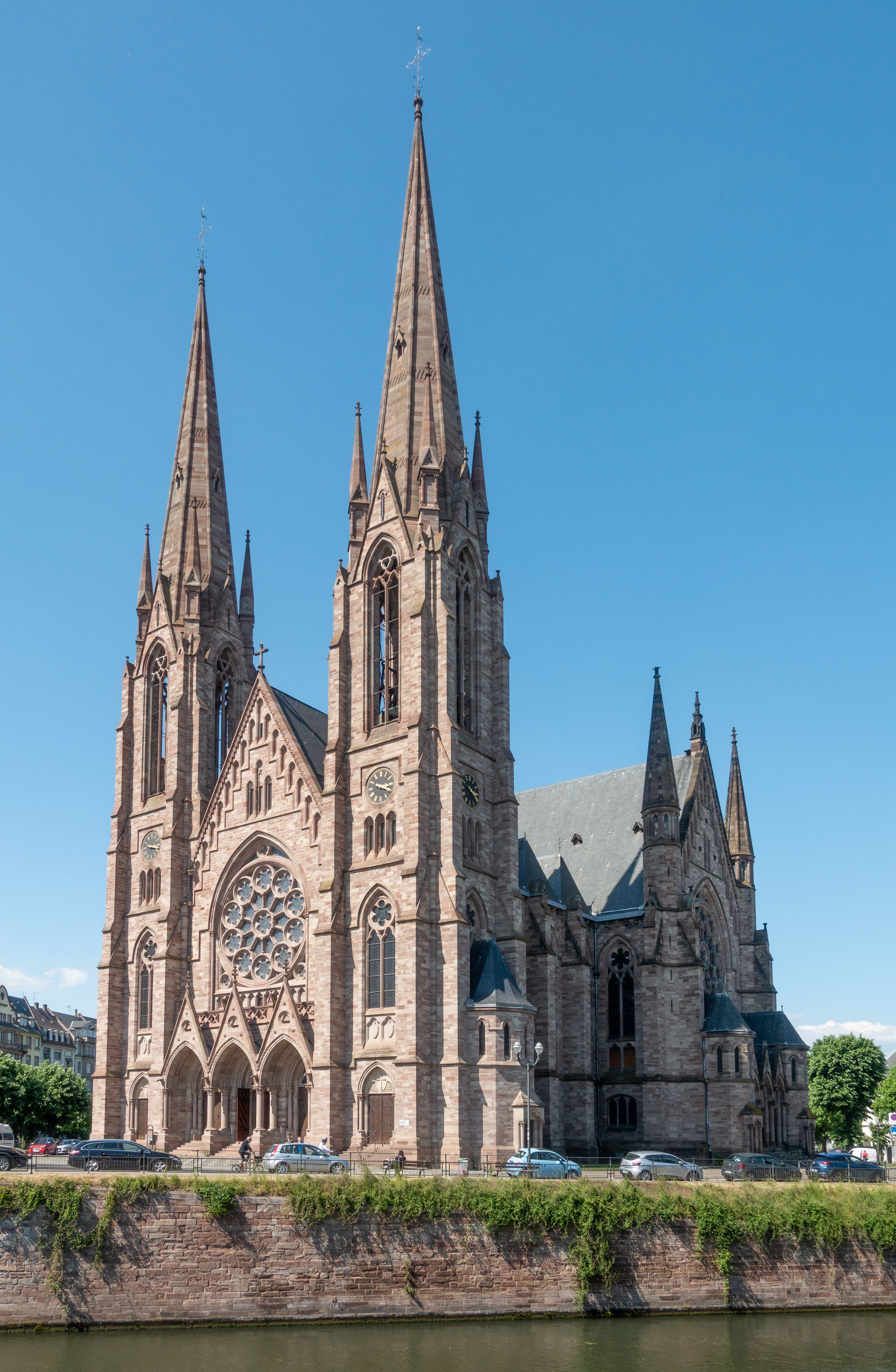
Façade de l'église (après restauration).

L'église est édifiée entre 1892 et 1897, dans le cadre de l'aménagement de la Neustadt, par l'architecte Louis Müller (1842-1898), s'inspirant du modèle de l'église Sainte-Élisabeth de Marbourg, en Hesse (XIIIe siècle).
Les travaux de construction débutèrent le 1er avril 1892, et l'édifice fut consacré le 9 mai 1897 en présence du Général von Blume (de) et de l'Aumônier militaire en chef Steinwender
Elle se dresse à la pointe sud de l'île Sainte-Hélène, à l'embranchement de l'Ill et de l'Aar. Le site est choisi afin de permettre une perspective en point de fuite sur l'Ill depuis la vieille ville, ainsi qu'une perspective conjointe avec la flèche de la cathédrale Notre-Dame depuis la place Sébastien Brant, centre des nouveaux quartiers allemands.
Destinée à l'origine à la garnison allemande de religion protestante stationnée à Strasbourg sous le Deuxième Reich, l'église présente un nombre très important de portes sur tout son pourtour : 16 soit autant que le nombre de grades de l'armée allemande à cette époque. Ces portes devaient permettre l'accès des soldats, selon leur grade, pour gagner les places leur étant attribuées. L'église devient après 1918 le siège de la deuxième paroisse réformée de Strasbourg, dépendant de l'Église protestante réformée d'Alsace-Lorraine.
En 1944, un bombardement détruit la chapelle située à l'arrière de l'église et donnant Place du Général Eisenhower. Celle-ci sera reconstruite dans un style contemporain des années 1950/1960.
Les flèches et la façade sont intégralement restaurées entre 2009 et 2014. Le parvis de l'église est réaménagé en 2014, après la fin des travaux de restauration.

## Architecture
Mesurant soixante-seize mètres de hauteur, l'église Saint-Paul, de style néo-gothique, est l'une des plus élevées de la ville. Les flèches jumelles sont particulièrement effilées, afin d'accentuer cette impression de hauteur et de verticalité, lui conférant un aspect de cathédrale gothique.
Pouvant accueillir près de 3 000 fidèles, l'édifice s'apparente à une église-halle à plan central en croix grecque. La nef est donc raccourcie afin de répondre aux exigences du culte protestant et des tribunes sont installées au-dessus des nefs collatérales, les divisant en deux - ce qui permet l'aménagement de 2 000 places audibles -, ainsi que des croisillons. Deux loges se trouvent de part et d'autre du chœur : celle de gauche est réservée au couple impérial lorsqu'il est de passage à Strasbourg, et celle de droite au représentant de l'Empire, l'équivalent du préfet[Lequel ?].
La nef, le transept et le chœur sont couverts de voûtes sur croisées d'ogives et décorés de peintures : des anges dans le chœur, le Tétramorphe à la croisée du transept, ainsi que les bustes des réformateurs Luther, Calvin, Zwingli et Melanchthon dans le narthex.
L'architecte Louis Müller est aussi à l'origine de l'équipement intérieur du temple. Le retable d'autel, peu prisé par les réformés, est échangé avec la paroisse luthérienne de Sarreguemines, en Moselle, contre une grande croix en bois, qui l'a remplacé dans le chœur.

### Vitraux
Les vitraux des parties orientales sont détruits lors des bombardements américains de 1944 - de même qu'une chapelle annexe -, excepté dans le croisillon sud, où ils représentent les écus armoriés de l'empire allemand et des états fédérés. Le frère Éric de Saussure est l'auteur de cinq nouveaux vitraux figuratifs, installés dans le chœur. Ils figurent le Christ en gloire, la Genèse, l'Ancien Testament, l'Église, ainsi que l'Apocalypse.

### Orgues

#### Orgue de tribune

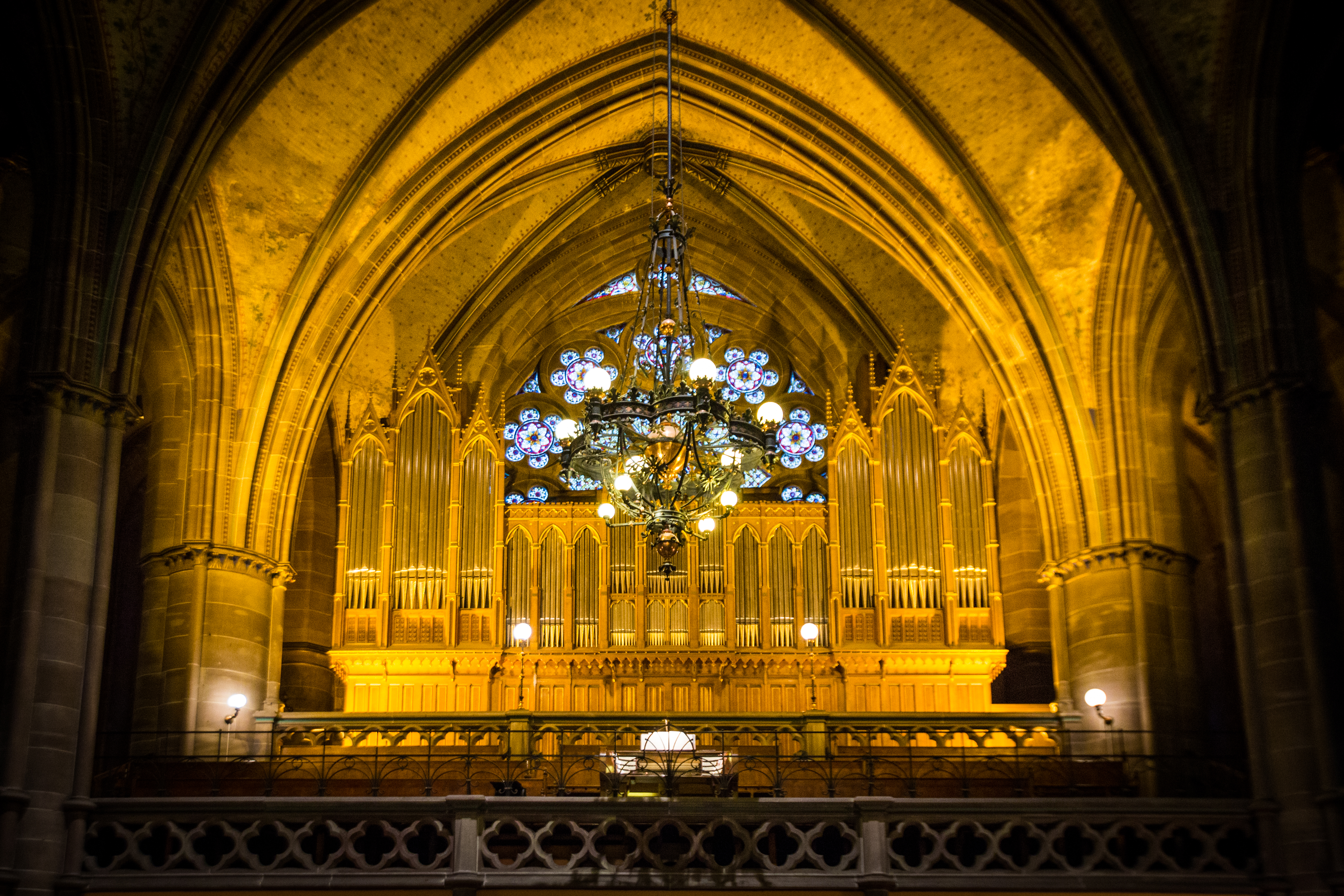
L’orgue de tribune.

Le grand orgue de tribune, réalisé en 1897 par Eberhard Friedrich Walcker, facteur d'orgue à Ludwigsburg, d'après les plans d'Ernest Münch et de Wilhelm Sering. Il est modifié par ce dernier en 1899, 1907 et 1912 avec l'aide de Mutin, ainsi que de Dalstein & Haerpfer. Les tuyaux de façade sont réquisitionnés par les autorités allemandes en 1917 et, dès l'année suivante, l'orgue reçoit une façade provisoire en zinc. L'instrument, l'un des plus volumineux de l'Est de la France, est doté d'un vaste buffet néo-gothique. Il est agrandi en 1933-1934 par Beuchet. Des adjonctions sont encore effectuées en 1928 mais le moteur prend feu en 1931.
Après la Seconde Guerre mondiale, bien que possédant une excellente réputation, l'orgue doit être d'une qualité musicale assez médiocre. Très compliqué, l'instrument souffre des trop nombreux travaux réalisés, rompant totalement son homogénéité initiale. Il tombe en panne durant un concert en 1957 et des réparations sont confiées à Alfred Kern, qui place une nouvelle console et rend muet pas moins de vingt-et-un jeux. Un projet de restauration de l'orgue Rupp voit le jour en 1983, dont le but est de rendre à l'instrument son état de 1934. Les travaux, menés par la maison Walcker, débutent en 1993. Cinq personnes - dont Richard Dott, installé à Sélestat - travaillent sur l'instrument durant une période de six mois.
La partie instrumentale est classée monument historique depuis le 14 avril 1987, et le buffet est inscrit depuis 1995, tous deux au titre d'objets.
Composition de l'orgue.
| I. Grand Orgue (56 notes) |                              |               |
| 1                         | Montre                       | 16'           |
| 2                         | Flûte majeure                | 16'           |
| 3                         | Montre                       | 8'            |
| 4                         | Bourdon                      | 8'            |
| 5                         | Flûte creuse                 | 8'            |
| 6                         | Flûte harmonique             | 8'            |
| 7                         | Gemshorn                     | 8'            |
| 8                         | Violoncelle                  | 8'            |
| 9                         | Gros nazard et grosse tierce | 5' 1/3 3' 1/5 |
| 10                        | Prestant                     | 4'            |
| 11                        | Flûte à cheminées            | 4'            |
| 12                        | Quinte                       | 2' 2/3        |
| 13                        | Tierce et septième           |               |
| 14                        | Doublette                    | 2'            |
| 15                        | Cornet                       | V             |
| 16                        | Grande fourniture            | II-III        |
| 17                        | Fourniture                   | IV            |
| 18                        | Cymbale                      | III           |
| 19                        | Bombarde                     | 16'           |
| 20                        | Trompette                    | 8'            |
| 21                        | Clairon                      | 4'            |
| 22                        | III / I                      |               |
| 23                        | II / I                       |               |
| 24                        | Sub III / I                  |               |
| 25                        | Sub II / I                   |               |
| 26                        | Sub /I                       |               |
| 27                        | Super III / I                |               |
| 28                        | Super II / I                 |               |
| 29                        | Super /I                     |               |

| Pédale (30 notes) |                 |         |
| 30                | Principal basse | 32'     |
| 31                | Principal       | 16'     |
| 32                | Soubasse        | 16'     |
| 33                | Contrebasse     | 16'     |
| 34                | Bourdon         | 16'     |
| 35                | Grosse quinte   | 10' 2/3 |
| 36                | Octave          | 8'      |
| 37                | Bourdon         | 8'      |
| 38                | Violoncelle     | 8'      |
| 39                | Quinte          | 5' 1/3  |
| 40                | Prestant        | 4'      |
| 41                | Bombarde        | 16'     |
| 42                | Trompette       | 8'      |
| 43                | Clairon         | 4'      |
| 44                | III / P         |         |
| 45                | II / P          |         |
| 46                | I/P             |         |
| 47                | Super III / P   |         |
| 48                | Super II / P    |         |
| 49                | Super /P        |         |

| III. Récit expressif (56 notes) |                  |        |
| 50                              | Bourdon          | 16'    |
| 51                              | Diapason         | 8'     |
| 52                              | Cor de nuit      | 8'     |
| 53                              | Flûte harmonique | 8'     |
| 54                              | Viole de Gambe   | 8'     |
| 55                              | Voix céleste     | 8'     |
| 56                              | Aéroline         | 8'     |
| 57                              | Principal        | 4'     |
| 58                              | Flûte octaviante | 4'     |
| 59                              | Nazard           | 2' 2/3 |
| 60                              | Flageolet        | 2'     |
| 61                              | Tierce           | 1' 3/5 |
| 62                              | Piccolo          | 1'     |
| 63                              | Cornet           | II - V |
| 64                              | Plein jeu        | V      |
| 65                              | Bombarde         | 16'    |
| 66                              | Trompette        | 8'     |
| 67                              | Clairon          | 4'     |
| 68                              | Basson-hautbois  | 8'     |
| 69                              | Voix humaine     | 8'     |
| 70                              | Trémolo          |        |

| II. Positif (56 notes) |                  |        |
| 71                     | Quintaton        | 16'    |
| 72                     | Salicional       | 16'    |
| 73                     | Montre           | 8'     |
| 74                     | Flûte harmonique | 8'     |
| 75                     | Quintaton        | 8'     |
| 76                     | Salicional       | 8'     |
| 77                     | Unda maris       | 8'     |
| 78                     | Fugara           | 4'     |
| 79                     | Flûte            | 4'     |
| 80                     | Gemshorn         | 4'     |
| 81                     | Nazard           | 2' 2/3 |
| 82                     | Doublette        | 2'     |
| 83                     | Tierce           | 1' 3/5 |
| 84                     | Larigot          | 1' 1/3 |
| 85                     | Cornet           | III    |
| 86                     | Fourniture       | II     |
| 87                     | Plein-jeu        | IV - V |
| 88                     | Trompette        | 8'     |
| 89                     | Basson           | 8'     |
| 90                     | Cromorne         | 8'     |
| 91                     | III / II         |        |
| 92                     | Sub III / II     |        |
| 93                     | Super III / II   |        |

|                   |
| Tutti             |
| Tutti général     |
| Crescendo général |
| Combinateur       |

#### Orgue de transept

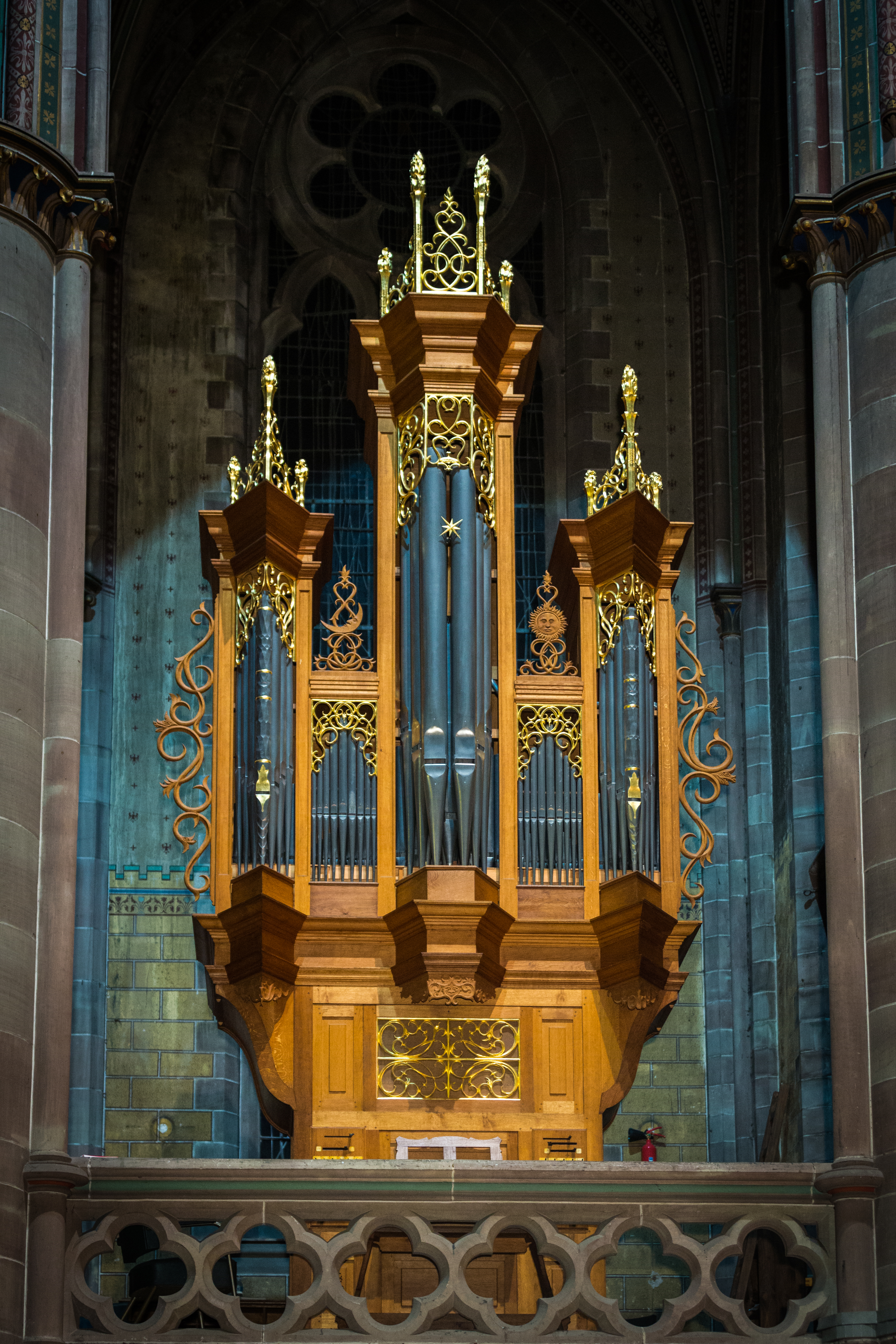
L’orgue du transept.

L'église possède également un orgue plus modeste, installé dans le transept en 1976 par Marc Garnier, à l'emplacement de l'ancienne loge impériale. Il s'agit d'un orgue de style nordique, inspiré des instruments du XVIIe siècle et adapté notamment à l'accompagnement du chant. Il est lors de sa construction un véritable précurseur, en ceci qu'il est le premier orgue mésotonique de l'époque moderne.
L'orgue ressemble beaucoup à celui du Triforium de la cathédrale Saint-Étienne de Metz, exécuté par le même artiste un peu plus tard, et reprenant de nombreux choix esthétiques et techniques initiés à Saint-Paul.
De nombreux concerts sont désormais organisés sur les deux orgues de l'église. Il utilise un tempérament mésotonique et dispose de manettes qui changent les ré# en mi bémol et les sol# en la bémol.
Composition de l'orgue de chœur
| I. Grand Orgue (45 notes) |             |           |
| 1                         | Praestant   | 8'        |
| 2                         | Gedackt     | 8'        |
| 3                         | Quintadena  | 8'        |
| 4                         | Octav       | 4'        |
| 5                         | Spitzpfeife | 4'        |
| 6                         | Quint       | 3'        |
| 7                         | Superoctav  | 4'        |
| 8                         | Terzian     | 2 rgs B+D |
| 9                         | Mixture     | B+D       |

| II. Pectoral (45 notes) |       |    |
| 10                      | Regal | 8' |

| III. Pédale (25 notes) |           |     |
| 11                     | Subbass   | 16' |
| 12                     | Octavbass | 8'  |
| 13                     | Principal | 4'  |
| 14                     | Trompete  | 8'  |

|                            |
| Accouplement I/II à tiroir |
| Zimbelstern                |
| Nachtigall                 |

## Galeries

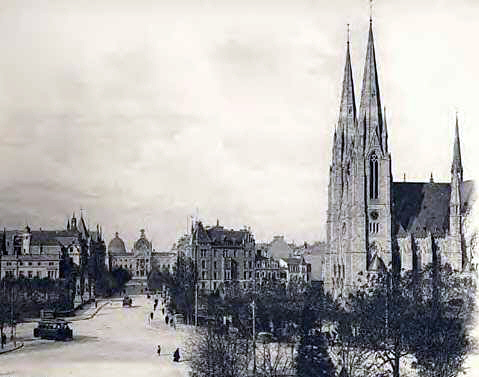
L’église Saint-Paul vers 1900.
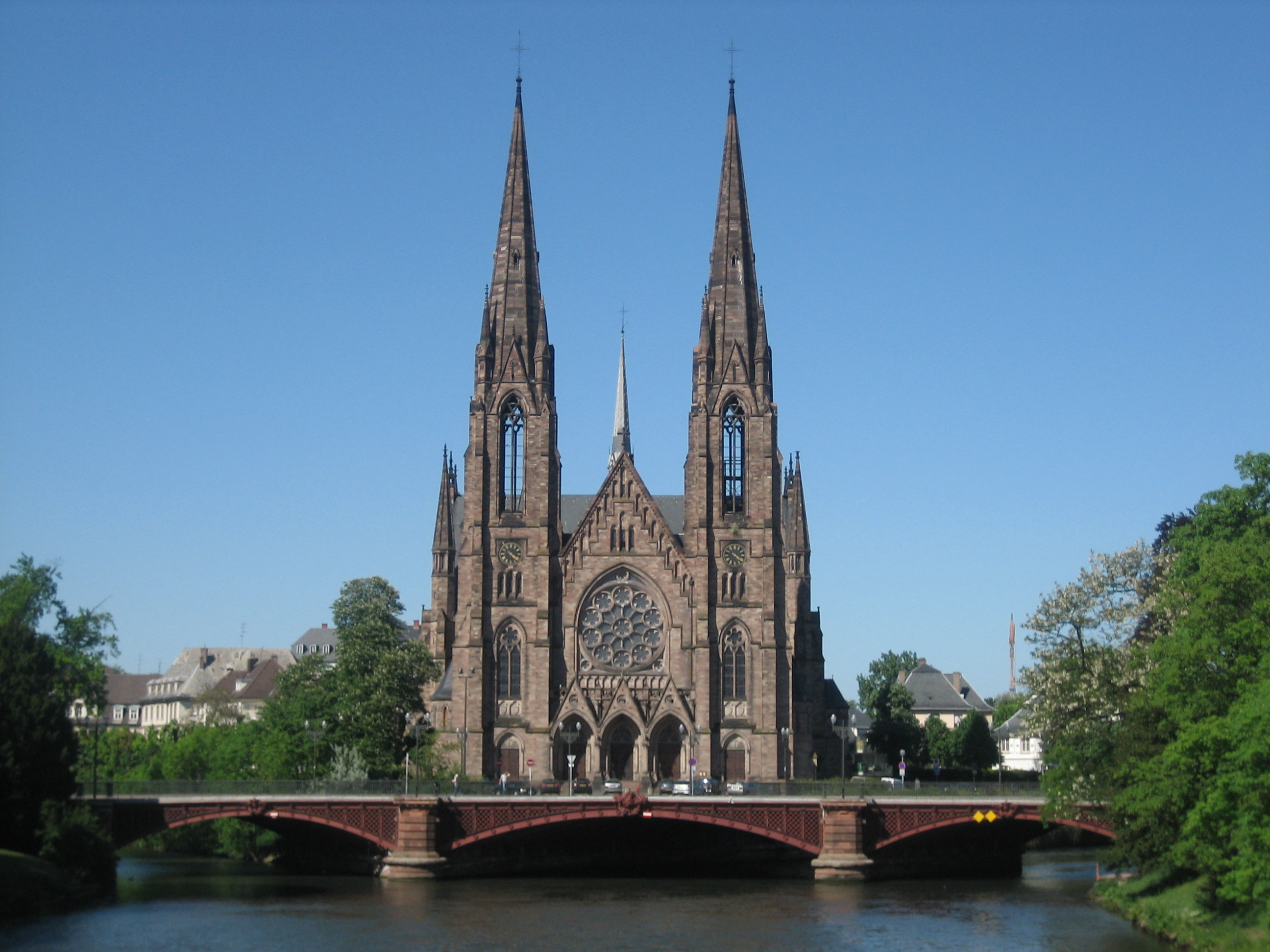
L’église Saint-Paul vue du Pont-Royal.
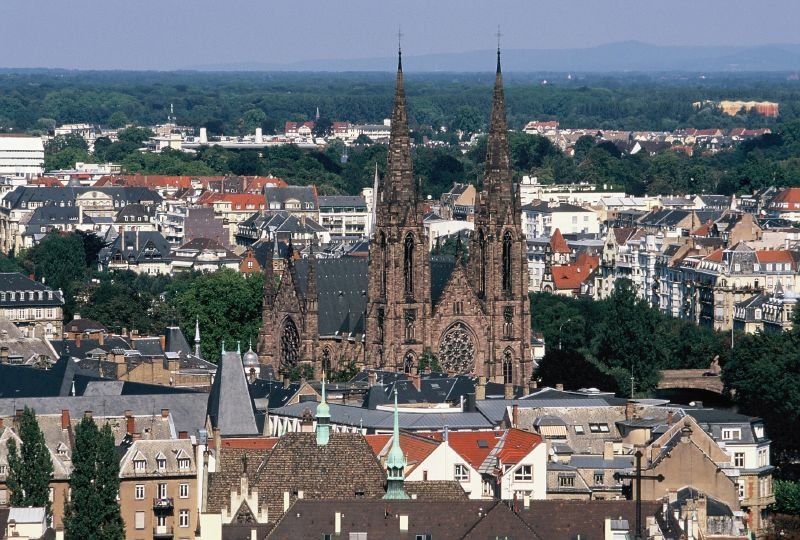
Vue aérienne de l’église.

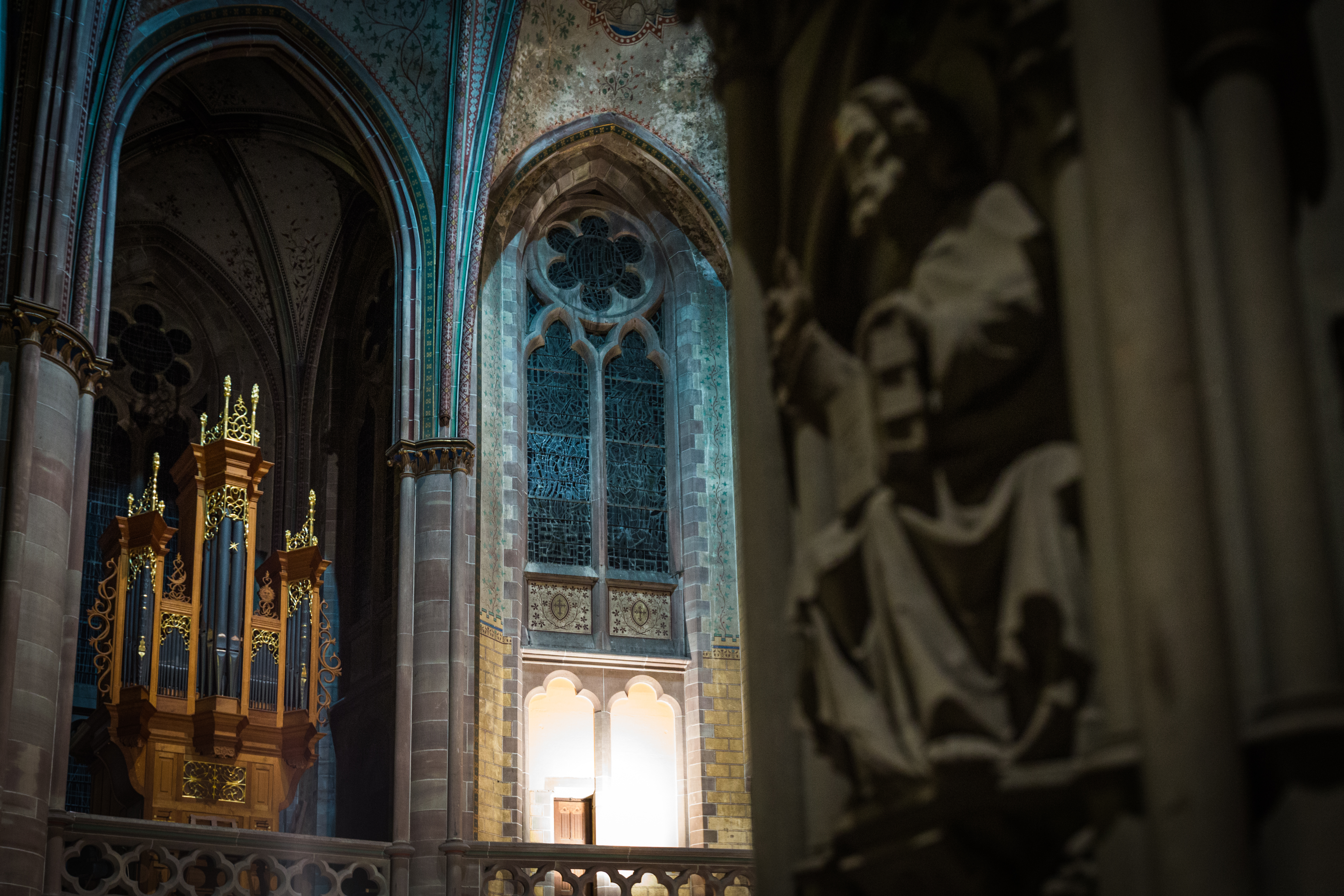
La chaire et l’orgue de chœur.
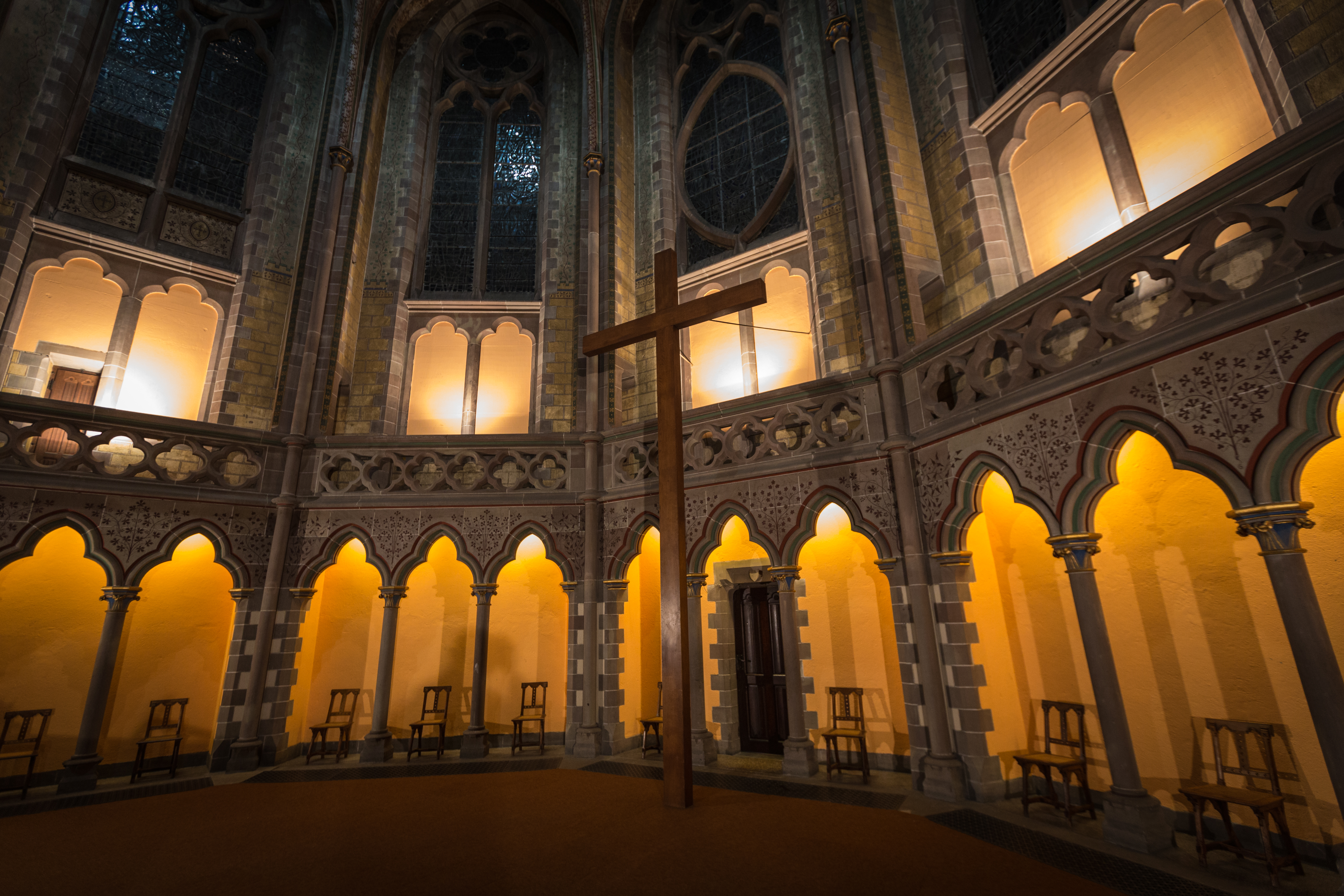
Le chœur.
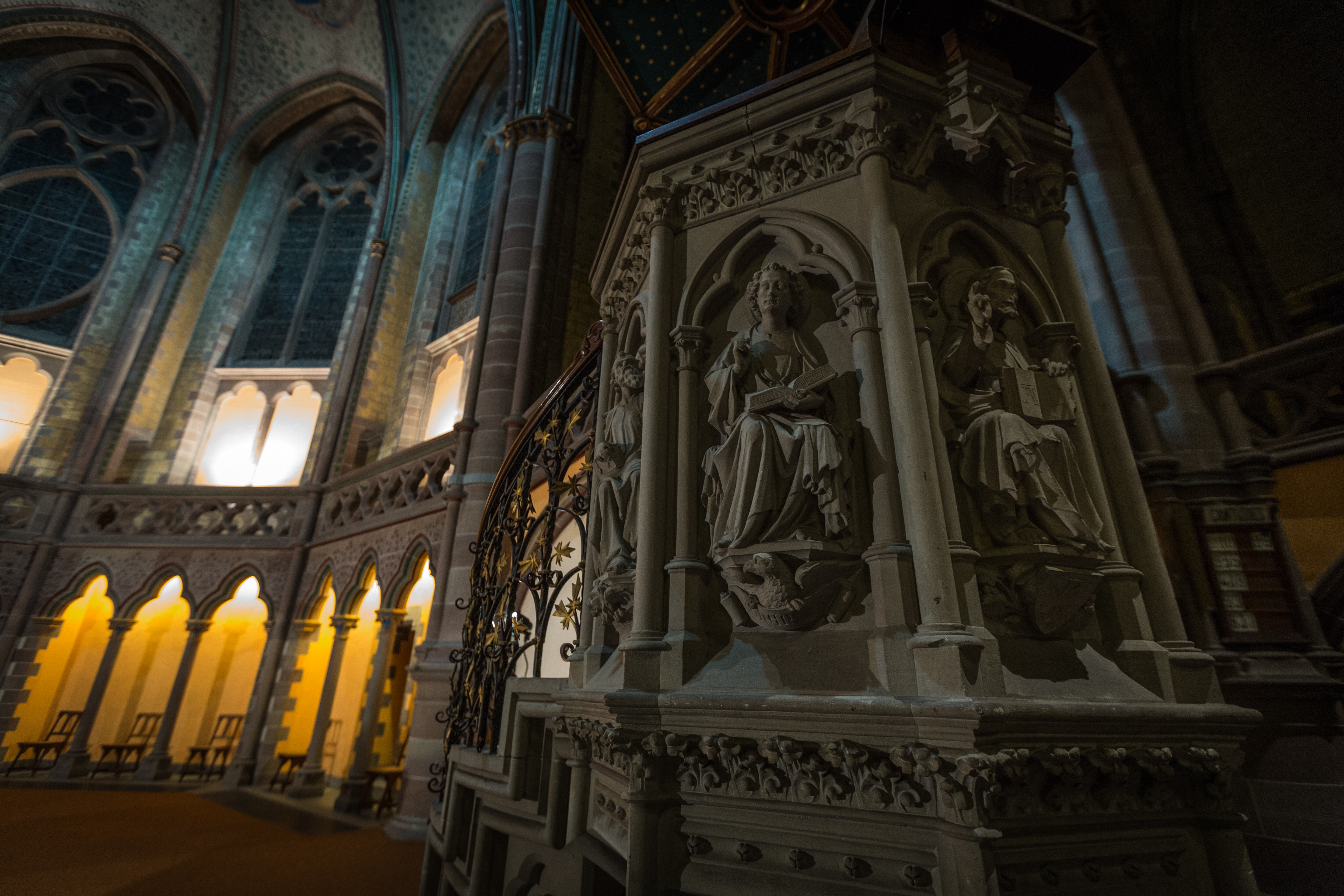
Détails de la chaire.
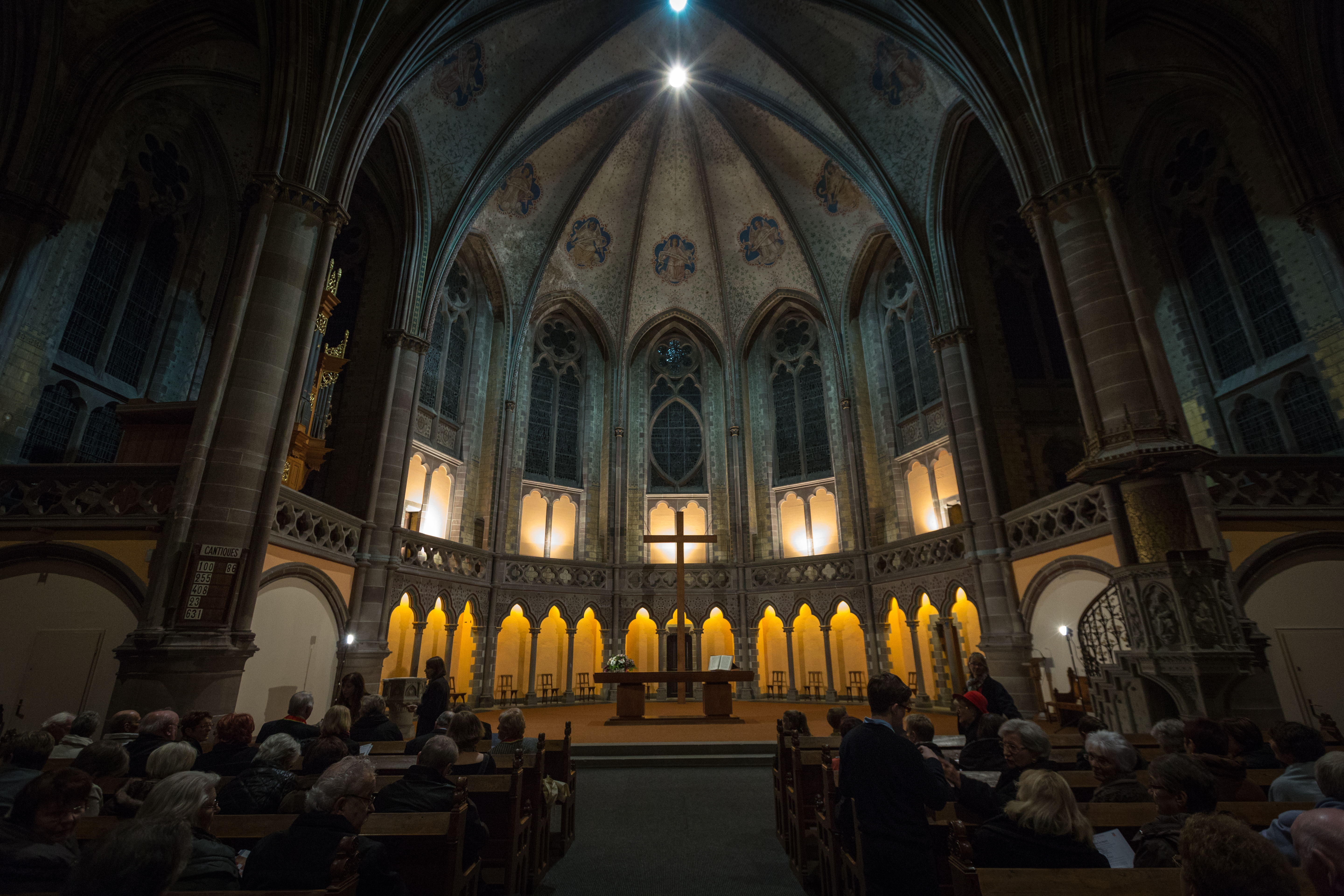
Vue générale vers le chœur.